# Darderia bellverica
"Darderia" bellverica Altaba, 2007 és una espècie de caragol pulmonat terrestre extingida i endèmica del Pleistocè superior de Mallorca (Illes Balears, Mediterrània occidental). Els seus fòssils s'han localitzat a diferents punts dels vessants occidental i oriental de la serra de Tramuntana. Els espècimens tipus es troben actualment al Museu de Zoologia de Barcelona, amb nombres de col·lecció MZB 84-6550-A (holotip) i MZB 84-6550-B (paratip). Els dos provenen d'un jaciment, ja desaparegut, que es va trobar a l'excavació pels fonaments d'un edifici a les rodalies del castell de Bellver (Palma). Posteriorment, també se n'han trobat fòssils a la zona del torrent de Pareis (Escorca) i prop de la Victòria (Alcúdia).

## Nomenclatura
La nomenclatura de "Darderia" bellverica ha estat conflictiva i qüestionada per diferents autors. Originalment, Ll. Gasull va identificar els primers exemplars trobats d'aquesta espècie dins Oestophora barbula, un altre petit caragol molt semblant que actualment viu a la península Ibèrica. L'any 2007, dos equips independents varen considerar que realment pertanyia a una espècie desconeguda, publicant gairebé simultàniament dos estudis descrivint-la com a una espècie nova. El primer dels dos, publicat al febrer del 2007, va esser el que va descriure Darderia bellverica en base als exemplars originals de la col·lecció Ll. Gasull. La data de publicació del segon estudi és dubtosa, perquè encara que es va publicar al Bolletí de la Societat d'Història Natural de Balears de l'any 2006, hi ha evidències que demostren que realment es va publicar durant el 2007. En aquest segon estudi, se li va donar el nom Oestophora cuerdai Quintana, Vicens et Pons, 2007 en base d'un exemplar de la col·lecció J. Cuerda i un altre recollit més recentment. Segons el principi de prioritat (article 23) del Codi Internacional de Nomenclatura Zoològica, el sinònim major i, per tant, vàlid, és l'epítet específic bellverica. El gènere Darderia, però, no és vàlid segons l'article 13.3 del Codi Internacional de Nomenclatura Zoològica, per mor que a la publicació original no es va definir quina era l'espècie tipus d'entre les dues espècies incloses.